# Baudouin de Laon
Pour les articles homonymes, voir Saint Baudouin.
Saint Baudouin († 679) est le cinquième enfant de Blandin dit Blandin-Bason et de Salaberge de la lignée des Sicambres, chanoine de la cathédrale et archidiacre de Laon, dans le royaume de Neustrie. À cette époque, Clotaire III était roi de Neustrie et Ébroïn était maire du palais, le haut dignitaire du royaume après le roi.
En 679, l’armée d’Ébroïn écrase celle de Pépin II, maire du palais du royaume d’Austrasie. Pépin s’enfuit, mais son demi-frère Martin se réfugie à Laon. Pour éviter un siège difficile de la ville de Laon Ébroïn envoie deux émissaires pour parlementer, mais il s’agit d’un piège. Les deux émissaires promettent la vie sauve à Baudouin et Martin contre leur reddition. À peine se sont-ils rendus qu'ils sont assassinés.
Anstrude, la sœur de Baudouin, abbesse du monastère Notre-Dame de Laon, le fait enterrer dans le cimetière des moniales et l’honore comme martyr.
Une rue de Laon porte le nom de Fontaine-Saint-Baudouin, marquant l‘endroit où il aurait été assassiné.
Son nom en étymologie germanique veut dire audacieux ou courageux (bald) et ami (win). Le saint est fêté le 17 octobre.

## Sources
- Maximilien Melleville, Histoire de la ville de Laon et de ses institutions, vol. 2, p. 139, éd. Dumoulin, 1846.
- Solène Fabre, Dorothée Valante, Origine des prénoms, éd. Ixelles Éditions, 2010  (ISBN 9782875153203), [lire en ligne].
- P. Giry, Vie des Saints, vol. X, p. 129, Vor Palmé, 1864 [lire en ligne].